# Los Ángeles (Jimena de la Frontera)

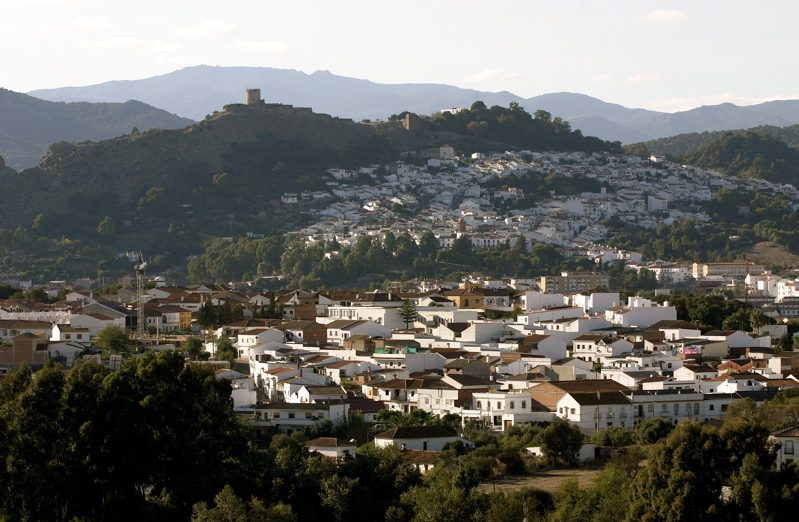
Vista de la barriada de Los Ángeles, con Jimena de la Frontera al fondo.

La barriada de Los Ángeles (anteriormente llamada Estación de Ferrocarril de Jimena de la Frontera, o simplemente Estación de Jimena) es una pedanía del municipio español de Jimena de la Frontera (provincia de Cádiz, Andalucía). Está situada a dos kilómetros al sureste del núcleo principal del municipio y su población en 2018 era de 2185 habitantes.

## Política
Su órgano de gobierno es la Tenencia de Alcaldía de Los Ángeles, representada por la concejala del Ayuntamiento matriz Olivia Sánchez Carrasco del PP, que alcanzó la mayoría en las elecciones municipales de 2011, remplazando en el cargo a Juana Jiménez del PSOE. Su principal función es acercar el Ayuntamiento y los servicios que este presta a los vecinos de este núcleo de población. Se trata de uno de los departamentos municipales de mayor dinamismo, cuyas actuaciones se basan principalmente en el contacto diario y cercano con los vecinos y el fomento constante de la participación ciudadana.

## Historia
La pedanía recibe el nombre de la patrona de Jimena de la Frontera, Nuestra Señora de Los Ángeles. Sus inicios datan del año 1890, en el que se estableció una estación ferroviaria a las afueras de Jimena, que sigue existiendo en la actualidad. La vida en Los Ángeles siempre ha estado ligada al ferrocarril.

## Monumentos

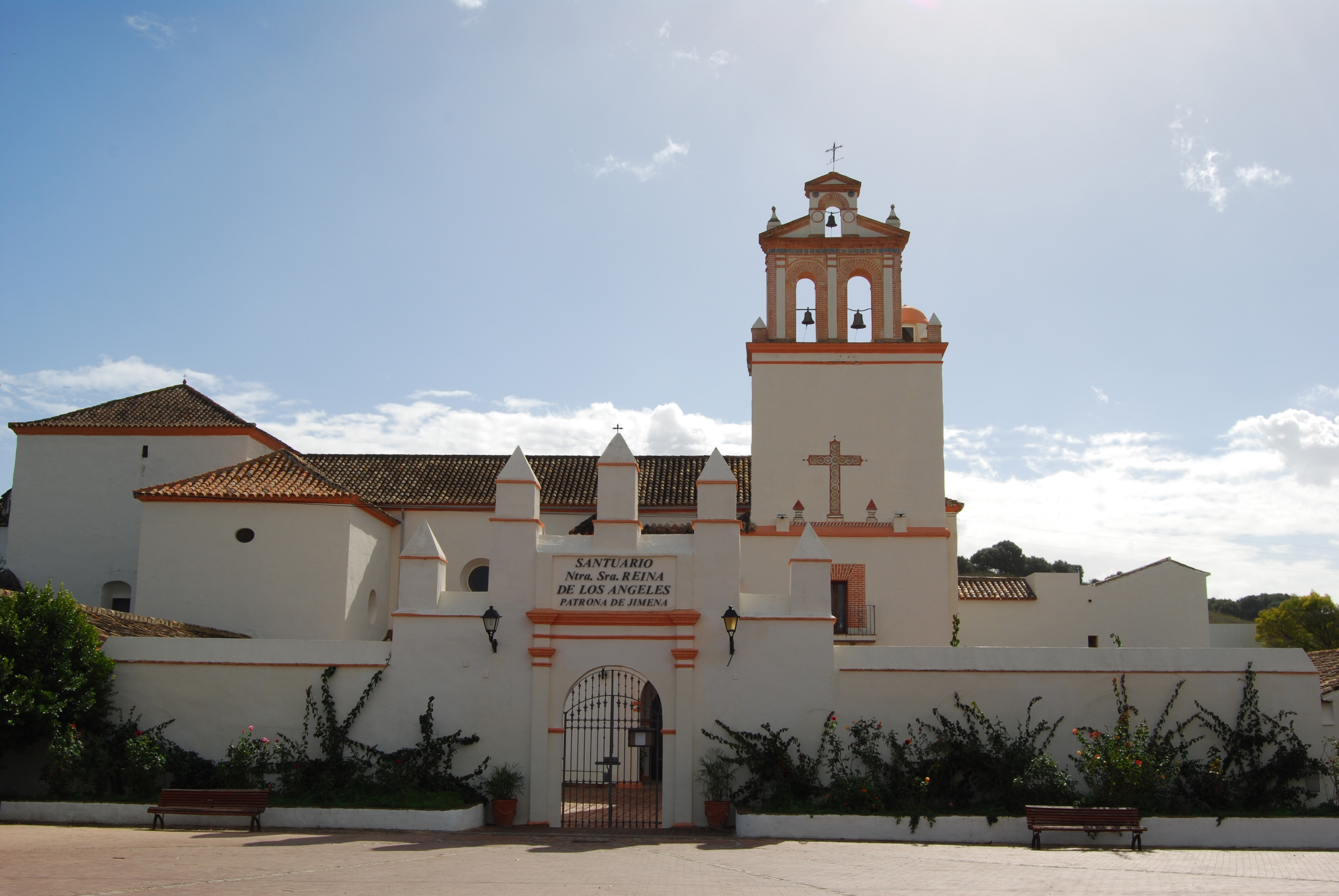
Santuario de Nuestra Señora la Reina de los Ángeles.

La barriada de Los Ángeles no tiene apenas patrimonio monumental, al tratarse de un núcleo poblacional relativamente nuevo, ya que tiene poco más de cien años de historia.
El único monumento de importancia en el núcleo es el Santuario de Nuestra Señora de los Ángeles, donde permanece la patrona de Jimena de la Frontera, Nuestra Señora la Reina de los Ángeles, la cual le da nombre a esta pedanía del municipio.
Fue construido a finales del siglo XV y reformado durante el siglo XVII. Albergó una comunidad de franciscanos y tras la toma de Gibraltar por los ingleses, sirvió de refugio a las monjas de Santa Clara que huían del peñón.
La iglesia del santuario consta de una única nave cubierta con bóveda de cañón y lunetos, que conduce a la capilla mayor y está cerrada por una cúpula sobre trompas y coro alto a los pies. Son destacables la sacristía y el claustro, de planta cuadrada con arquerías y pilares de ladrillo, con un jardín en el centro.
El camarín de la Virgen es de estilo barroco y su imagen, en piedra policromada, parece muy primitiva. Como en la mayor parte de imágenes marianas, la tradición cuenta que fue tallada por San Lucas y traída desde Antioquía a España en el año 190 d. C.

## Cultura
En el núcleo urbano de Los Ángeles, se sitúa el Centro Cultural “Reina Sofía", un gran centro de ocio y cultura.
Es el centro neurálgico de las actividades culturales, educativas, divulgativas, sociales y de participación ciudadana en el núcleo de Los Ángeles. En él se sitúan las oficinas de la Tenencia de Alcaldía, pero también se ofrecen otros servicios como Biblioteca Pública, sala de informática, sala de la juventud, aulas multiusos, espacios para asociaciones de diversa índole, oficina de Consumo, módulo de enfermería, hogar para pensionistas, auditorio y  bar-cafetería.
Su auditorio es utilizado para el desarrollo de charlas, conciertos, encuentros, actuaciones… e, incluso, sus pasillos hacen las veces, en ocasiones, de salas de exposiciones.
Puede asegurarse que prácticamente toda la vida social y cultural del núcleo y de buena parte del municipio pasa por aquí.
Entre las actividades que se vienen realizando en este centro destacan: Cursos de informática, encuentro comarcal de artesanía, Gymkhana de juegos populares, voluntariado Jimena Solidaria, exposiciones temporales, talleres de verano, actividades de ocio infantil, animación y teatro para escolares, conciertos, jornadas Micológicas de Jimena…

## Fiestas

### La Novena a la Patrona
Durante el primer fin de semana de septiembre, se celebra en el núcleo de Los Ángeles las fiestas a Nuestra Señora la Reina de los Ángeles, patrona de Jimena de la Frontera.
Durante los cuatro días de fiesta se instalan numerosas atracciones y casetas en el Real de la Feria. Aunque el eje central de estas fiestas son las competiciones y juegos populares que centran buena parte del programa de actividades de la Novena. Se organizan torneos de dominó, petanca y ajedrez. Tampoco falta la liga local de fútbol sala, los juegos infantiles de carreras de cintas en bicicleta, carreras de sacos y cucañas, y la Milla Urbana Míchigan, una de las pruebas atléticas populares de mayor arraigo en la comarca del Campo de Gibraltar. Para cerrar el largo programa de actividades de estas fiestas, durante todo el domingo, se celebra desde el año 1978 el concurso de Platos Típicos de la Novena, donde se exponen docenas de platos típicos de la zona, acto seguido de la solemne procesión de Nuestra Señora la Reina de los Ángeles, patrona de Jimena de la Frontera, acompañada de miles de devotos de toda la comarca del Campo de Gibraltar.

### Festival Flamenco
El Festival Flamenco de la Estación de Jimena es una de las citas flamencas más veteranas tanto de la comarca del Campo de Gibraltar como de la provincia de Cádiz. La cita flamenca se celebra durante las fiestas de la Novena a la patrona, completando el largo programa de actividades que se llevan a cabo durante estas fiestas.
Este festival se lleva realizando de forma ininterrumpida desde el año 1982. Durante estos más de 30 años de historia del Festival Flamenco de Los Ángeles, han pasado por sus escenarios, los más reconocidos cantaor@s y bailaor@s de flamenco del panorama nacional y provincial.

## Comunicaciones

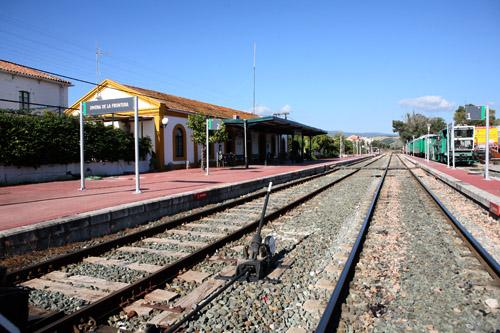
Estación de ferrocarril de Jimena de la Frontera.

### Carretera
La carretera A-405 Gaucín-San Roque es travesía de Los Ángeles y sirve de comunicación de esta barriada con la capital municipal, así como con la Bahía de Algeciras y la Serranía de Ronda.

### Ferrocarril
En la Estación de Jimena de la Frontera paran trenes de Media Distancia (Línea A5) con destino a Algeciras y Granada.